# Van Nuys
Van Nuys (pronuncia-se 'vén naiz') é um bairro na região central de San Fernando Valley em Los Angeles, Califórnia.
A cidade recebeu o nome de um de seus fundadores, Isaac Newton Van Nuys. Foi fundada em 1911 e anexada à Los Angeles em 1915.
Em 2007, a banda norte-americana Sixx:A.M. gravou uma canção com o nome do bairro. Ela fala de depressão e abuso de drogas, referindo-se ao Vale da Pornografia, como é conhecida a região que tem Van Nuys no centro e onde centenas de atores da indústria pornográfica vivem.